# Francisco Henríquez de Zubiría
Francisco Henríquez de Zubiría (Parigi, 10 dicembre 1869 – Parigi, 2 settembre 1933) è stato un tiratore di fune colombiano naturalizzato francese.

## Biografia
Ha partecipato ai giochi olimpici di Parigi del 1900, dove ha vinto, con la squadra francese del Racing Club de France, la medaglia d'argento nel tiro alla fune, perdendo in finale contro la squadra mista danese/svedese per 2 a 0.
Nato in Francia da genitori colombiani e sposatosi nel 1898, ottenne la naturalizzazione francese nel 1917. Medico, ha lavorato all'ambasciata colombiana in Francia e servì come sanitario durante la prima guerra mondiale.

## Palmarès
- Giochi olimpici

Parigi 1900: argento nel tiro alla fune.